# فرناندو دي لا سيردا
فرناندو دي لا سيردا (1275-1255) كان وريث العرش لـ تاج قشتالة، هو الأبن الأكبر لـ ألفونسو العاشر ملك قشتالة وفيولانتي من أراغون؛ لقبه لا سيردا يعرف بـ الإسبانية (الشعر الخشن).
في 1268 تزوج من بلانكا أبنة لويس التاسع ملك فرنسا؛ وأنجبت له أبنين:-
- ألفونسو (1333-1270).
- فرناندو دي لاسيردا (1322-1275).

توفى فرناندو في 1275 في سيوداد ريال متأثر بحراج أصيب بها في معركة الدونونية، أبنائه لم يرثوا العرش، لكن أخوه الأصغر سانشو اغتصب العرش لنفسه.